# Phyllobrostis hartmanni
Phyllobrostis hartmanni is een vlinder uit de familie sneeuwmotten (Lyonetiidae). De wetenschappelijke naam is voor het eerst geldig gepubliceerd in 1867 door Otto Staudinger.
De soort komt voor in Europa.